# Кілійська міська територіальна громада
Кілі́йська міська́ територіа́льна грома́да — територіальна громада в Україні, у Ізмаїльському районі Одеської області. Адміністративний центр — місто Кілія.
Утворена рішенням Одеської облради від 12 лютого 2018 року в рамках адміністративно-територіальної реформи 2015–2020 років в результаті добровільного об'єднання Кілійської міської ради із Лісківською і Шевченківською сільськими радами. У той час носила назву «Кілійська міська об'єднана територіальна громада». Розпорядженням КМУ від 12 червня 2020 р. до складу громади долучено Новоселівську, Дмитрівську, Трудівську, Червоноярську, Фурманівську і Василівську сільські ради. До 18 липня 2020 року територія громади входила до складу Кілійського району, а після укрупнення районів стала частиною Ізмаїльського району.
Площа — 713,7 км², населення — 33 699 мешканців (2022).
Перші вибори відбулися 29 квітня 2018 року.
15 липня 2025 року, відповідно до наказу №1151 Міністерства розвитку громад та територій України, територія громади входить до оновленого переліку територій бойових дій.  

## Адміністративно-територіальний устрій
До складу громади входять місто Кілія та 10 сіл:
- Шевченківський старостинський округ №1 (у тому числі Помазани)
- Лісківський старостинський округ №2
- Василівський старостинський округ №3
- Дмитрівський старостинський округ №4
- Новоселівський старостинський округ №5
- Трудівський старостинський округ №6 (у тому числі Миколаївка)
- Фурманівський старостинський округ №7
- Червоноярський старостинський округ №8

## Географічне розташування
Громада розташована в південно-західній частині України, на південному сході Одеської області. На заході по суходолу та частково по озеру Китай межує з Саф'янівською сільською громадою Ізмаїльського району, на північному заході — з Суворовською селищною громадою Ізмаїльського району. Її сусідом на півночі є Арцизька міська громада Болградського району, на північному сході — Татарбунарська міська громада Білгород-Дністровського району, на сході — Вилківська міська громада Ізмаїльського району. З півдня Кілійська міська об'єднана територіальна громада обмежена державним кордоном з Румунією по річці Дунай.

### Гідрографія
Гідрографічна мережа представлена озерами, лиманами, штучними водоймами, каналами і водоводами:
- великі річки: Дунай, зокрема Кілійське гирло та його рукави Кислицький, Степовий, Катенька та Машенька;
- малі річки: Аліяга і Киргиж-Китай, які впадають з півночі в озеро Китай, а зі сходу – Єнікіой[ru], також річка Дракуля, витік якої розташований на півночі села Плоцьк Болградського району і впадає в Стенцівські плавні;
- озера та лимани: озера Китай та Лебединка (Косинка), Пукалівський лиман, Дракулівське та Казійське водосховища;
- ставки: Лісківські ставки №1 — 5, Фурманівський ставок №1, Трудівський та Шевченківські рибозаплідники, Кілійське повносистемне технологічне рибне господарство
- найбільші штучні водостоки: канали Міжколгоспний, Дунайський, Тупиковий, Кофа та Південний;
- мережа рисових зрошувальних систем: Кілійська, Кілійсько-маякська та Лісківська.

Річкові острови: Єрмаков, Салман, Степовий, Катенька, Машенька, Майкан та частково Кислицький.
Заповідники: частково Дунайський біосферний заповідник.

## Релігія
|    | Найменування релігійної організації | Церковна юрисдикція            | Поштова адреса                             | Координати                                                            |
| -- | ----------------------------------- | ------------------------------ | ------------------------------------------ | --------------------------------------------------------------------- |
| 1  | Храм Георгія Змієборця              | УПЦ (Московського патріархату) | Новоселівка, вул. Миру, 76-А               | 45°40′30″ пн. ш. 29°15′54″ сх. д. / 45.67499° пн. ш. 29.2649° сх. д.  |
| 2  | Храм Димитрія Солунського           | УПЦ (Московського патріархату) | Фурманівка, вул. Дмитрівська, буд. 10      | 45°38′15″ пн. ш. 29°13′44″ сх. д. / 45.63739° пн. ш. 29.22890° сх. д. |
| 3  | Храм Димитрія Солунського           | УПЦ (Московського патріархату) | Дмитрівка, вул. Миру, 111-в                | 45°38′24″ пн. ш. 29°22′28″ сх. д. / 45.64008° пн. ш. 29.37456° сх. д. |
| 4  | Храм Димитрія Солунського           | УПЦ (Московського патріархату) | Кілія, вул. Дмитрівська, 61                | 45°28′20″ пн. ш. 29°15′09″ сх. д. / 45.47215° пн. ш. 29.25241° сх. д. |
| 5  | Храм Іоана Богослова                | УПЦ (Московського патріархату) | Шевченкове, вул. Садова, 2                 | 45°33′15″ пн. ш. 29°20′02″ сх. д. / 45.55416° пн. ш. 29.33397° сх. д. |
| 6  | Храм Миколая Чудотворця             | УПЦ (Московського патріархату) | Трудове, вул. Центральна, 1                | 45°37′05″ пн. ш. 29°23′50″ сх. д. / 45.61796° пн. ш. 29.39728° сх. д. |
| 7  | Храм Миколая Чудотворця             | УПЦ (Московського патріархату) | Кілія, вул. Дунайська, 4                   | 45°26′19″ пн. ш. 29°15′51″ сх. д. / 45.43873° пн. ш. 29.26425° сх. д. |
| 8  | Храм Пантелеймона                   | УПЦ (Московського патріархату) | Ліски, вул. Дунайська, 36-А                | 45°27′36″ пн. ш. 29°29′33″ сх. д. / 45.45990° пн. ш. 29.49253° сх. д. |
| 9  | Храм Покрови Пресвятої Богородиці   | УПЦ (Московського патріархату) | Кілія, вул. Гагарінська, 94                | 45°27′01″ пн. ш. 29°15′56″ сх. д. / 45.45020° пн. ш. 29.26543° сх. д. |
| 10 | Храм Різдва Пресвятої Богородиці    | УПЦ (Московського патріархату) | Червоний Яр, вул. Шкільна, 23              | 45°35′08″ пн. ш. 29°12′42″ сх. д. / 45.58551° пн. ш. 29.21172° сх. д. |
| 11 | Храм Успіння Богородиці             | УПЦ (Московського патріархату) | Кілія, на території Кілійської фортеці     | 45°26′01″ пн. ш. 29°16′04″ сх. д. / 45.43361° пн. ш. 29.26781° сх. д. |
| 12 | Каплиця Різдва Христового           | УПЦ (Московського патріархату) | Кілія, на розі вулиць Миру та Незалежності | 45°26′28″ пн. ш. 29°15′57″ сх. д. / 45.44101° пн. ш. 29.26579° сх. д. |
| 13 | Каплиця Успіння Богородиці          | УПЦ (Московського патріархату) | Кілія, вул. Захисників Зміїного, 33        | 45°26′00″ пн. ш. 29°16′22″ сх. д. / 45.43346° пн. ш. 29.27291° сх. д. |
| 14 | Храм Покрови Пресвятої Богородиці   | РПСЦ                           | Кілія, вул. Храмова, 29                    | 45°27′09″ пн. ш. 29°15′24″ сх. д. / 45.45246° пн. ш. 29.25663° сх. д. |

## Поштові індекси та телефонні коди
| Населений пункт | Поштовий індекс | Телефонний код |
| --------------- | --------------- | -------------- |
| Василівка       | 68323           | + 380 4843 38  |
| Дмитрівка       | 68330           | + 380 4843 37  |
| Кілія           | 68300 — 68309   | + 380 4843     |
| Ліски           | 68354           | + 380 4843 35  |
| Миколаївка      | 68331           | + 380 4843 33  |
| Новоселівка     | 68320           | + 380 4843 35  |
| Помазани        | 68333           | + 380 4843 37  |
| Трудове         | 68331           | + 380 4843 33  |
| Фурманівка      | 68321           | + 380 4843 38  |
| Червоний Яр     | 68322           | + 380 4843 30  |
| Шевченкове      | 68332           | + 380 4843 37  |

## У роки російсько-української війни
| №  | Прізвище, імя, по батькові          | Дата народження   | Місце народження                                                                        | Дата смерті      | Місце смерті                                                                                              | Вік      | Місце поховання | Військове звання              | Військова посада                                                 | Військовий підрозділ                | Силова структура | Обставини смерті | Державна нагорода України |
| -- | ----------------------------------- | ----------------- | --------------------------------------------------------------------------------------- | ---------------- | --- | -------- | --------------- | ----------------------------- | ---------------------------------------------------------------- | ----------------------------------- | ---------------- | --- | ------------------------- |
| 1  | Поляков Василь Вікторович           | 2 травня 1991     | Одеська область, Ізмаїльський район, Кілійська міська громада, с. Дмитрівка             | 11 липня 2014    | Луганська область, Довжанський район, Довжанська міська громада, неподалік с-ща Довжанське                | 23 роки  | с. Дмитрівка    | Старший сержант               | Начальник групи                                                  | 10-й мобільний прикордонний загін   | ДПСУ             | Пряме влучення у БТР під час спроби вивезення поранених бійців 24 ОМБр біля ППр «Довжанський» (бої за Довжанський (2014)                                                           | (15.07.2014)              |
| 2  | Коломієць Олександр Васильович      | 10 січня 1976     | Одеська область, Ізмаїльський район, Кілійська міська громада, м. Кілія                 | 21 серпня 2014   | Донецька область, Кальміуський район, Бойківська селищна громада, с-ще Бойківське                         | 38 років | м. Кілія        | Молодший лейтенант            | Командир взводу                                                  | 145 ОРВП                            | ЗСУ              | Обстріл позицій (бої під Маріуполем (2014—2022) | (14.03.2015)              |
| 3  | Щуренко Євген Валерійович           | 27 січня 1978     | Одеська область, Ізмаїльський район, Кілійська міська громада, с. Ліски                 | 26 січня 2020    | Донецька область, Покровський район, Мар'їнська міська громада, неподалік м. Красногорівка                | 41 рік   | м. Кілія        | Солдат                        | Механік-водій                                                    | 28 ОМБр                             | ЗСУ              | Смертельне поранення у голову під час прямого влучення з ворожого СПГ-9 з боку окупованої Росією Старомихайлівки у БМП-2, яка переміщувалася по позиції ЗСУ                        |                           |
| 4  | Лященко Владислав Павлович          | 16 травня 1996    | Донецька область, Горлівський район, Горлівська міська громада, м. Горлівка             | 11 лютого 2021   | Донецька область, Покровський район, Мар'їнська міська громада, неподалік с. Новомихайлівка               | 24 роки  | м. Кілія        | Солдат                        | Стрілець-помічник гранатометника                                 | 28 ОМБр                             | ЗСУ              | Обстріл з великокаліберного кулемета під час переміщення на взводному опорному пункті                                                                                              | (15.11.2021)              |
| 5  | Коломієць Владислав Сергійович      | 26 липня 1996     | Одеська область, Ізмаїльський район, Кілійська міська громада, м. Кілія                 | 19 серпня 2021   | Донецька область, Покровський район, Мар'їнська міська громада, неподалік м. Курахове                     | 25 років | м. Кілія        | Лейтенант                     | Помічник начальника відділення                                   | 28 ОМБр                             | ЗСУ              | |                           |
| 6  | Іванов Валерій Сергійович           | 27 січня 2001     | Одеська область, Ізмаїльський район, Кілійська міська громада, м. Кілія                 | 18 березня 2022  | Миколаївська область, Миколаївський район, Миколаївська міська громада, м. Миколаїв                       | 21 рік   | м. Кілія        | Солдат                        |                                                                  | 35 ОБрМП                            | ЗСУ              | Ракетний удар по казармі, де спали військовослужбовці, з них близько 100 осіб загинули (бої за Миколаїв)                                                                           | (24.11.2023)              |
| 7  | Дюльгер Дмитро Іванович             | 14 серпня 1999    | Одеська область, Ізмаїльський район, Кілійська міська громада, м. Кілія                 | 6 квітня 2022    | Миколаївська область, Миколаївський район, Галицинівська сільська громада, неподалік с. Прибузьке         | 22 роки  | м. Кілія        | Солдат                        |                                                                  | 24 ОМБр                             | ЗСУ              | | (14.05.2022)              |
| 8  | Зєльков Олександр Олексійович       | 25 лютого 1974    | Одеська область, Білгород-Дністровський район, Дивізійська сільська громада, с. Дивізія | 12 липня 2022    | Херсонська область, Бериславський район, Калинівська селищна громада, неподалік с. Лозове                 | 48 років | с. Ліски        | Солдат                        | Стрілець                                                         | 126 ОБр СТрО                        | ЗСУ              | Помер у лікарні від отриманих поранень 05.07.2022 | (09.01.2023)              |
| 9  | Зенченко Геннадій Сергійович        | 22 березня 1985   | Одеська область, Ізмаїльський район, Вилківська міська громада, с. Мирне                | 30 липня 2022    | Донецька область, Покровський район, Авдіївська міська громада, Пн-Зх околиця м. Авдіївка                 | 37 років | м. Кілія        | Солдат                        | Механік-водій БМП                                                |                                     | ЗСУ              | Артилерійський обстріл |                           |
| 10 | Фунтовий Іван Іванович              | 2 вересня 1978    | Одеська область, Ізмаїльський район, Кілійська міська громада, с. Трудове               | 19 серпня 2022   | Херсонська область, Бериславський район, Калинівська селищна громада, неподалік с. Лозове                 | 43 роки  | с. Трудове      | Матрос                        | Командир відділення                                              | 35 ОБрМП                            | ЗСУ              | До 27.09.2022 вважався зниклим без вісти |                           |
| 11 | Лебедько Євген Володимирович        | 9 травня 1971     | Одеська область, Ізмаїльський район, Кілійська міська громада, с. Трудове               | 31 серпня 2022   | Донецька область, Бахмутський район, Торецька міська громада, неподалік с. Озарянівка                     | 51 рік   | с. Трудове      | Старший сержант               | Старший стрілець                                                 | 5 ОШБр                              | ЗСУ              | |                           |
| 12 | Владиченко Сергій Павлович          | 5 грудня 1972     | Одеська область, Ізмаїльський район, Кілійська міська громада, м. Кілія                 | 1 жовтня 2022    | Херсонська область, Бериславський район, Великоолександрівська селищна громада, неподалік с. Давидів Брід | 49 років | м. Кілія        | Старший матрос                | Навідник                                                         |                                     | ЗСУ              | |                           |
| 13 | Ніколенко Руслан Романович          | 6 серпня 2000     | Одеська область, Ізмаїльський район, Кілійська міська громада, с. Шевченкове            | 1 жовтня 2022    | Херсонська область, Бериславський район, Великоолександрівська селищна громада, неподалік с. Давидів Брід | 22 роки  | с. Шевченкове   | Матрос                        |                                                                  |                                     | ЗСУ              | Артилерійський обстріл |                           |
| 14 | Бондаренко В'ячеслав Валентинович   | 22 лютого 1983    | Одеська область, Ізмаїльський район, Кілійська міська громада, м. Кілія                 | 7 жовтня 2022    | Одеська область                                                                                           | 39 років |                 | Матрос                        | Старший стрілець                                                 |                                     |                  | Ймовірно, чоловік помер природною смертю |                           |
| 15 | Мокану Денис Анатолійович           | 3 липня 1985      | Одеська область, Ізмаїльський район, Кілійська міська громада, м. Кілія                 | 2 листопада 2022 | Херсонська область, Бериславський район, Калинівська селищна громада, неподалік с. Мала Сейдеминуха       | 37 років | м. Кілія        | Старший солдат                | Стрілець-зенітник                                                |                                     | ЗСУ              | Мінометний обстріл |                           |
| 16 | Мельниченко Руслан Володимирович    | 8 лютого 1987     | Одеська область, Ізмаїльський район, Кілійська міська громада, с. Василівка             | 1 грудня 2022    | Донецька область, Покровський район, Мар'їнська міська громада, неподалік м. Мар'їнка                     | 35 років |                 | Солдат                        |                                                                  | 79 ОДШБр                            | ЗСУ              | Призваний 20.10.2022 року по загальній мобілізації Ізмаїльським РТЦК та СП | (03.09.2023) (30.12.2023) |
| 17 | Пукай Олег Сергійович               | 14 листопада 1995 | Одеська область, Ізмаїльський район, Кілійська міська громада, м. Кілія                 | 11 грудня 2022   | Донецька область, Донецький район, Ясинуватська міська громада                                            | 27 років | м. Кілія        | Старший матрос                |                                                                  | 35 ОБрМП                            | ЗСУ              | Авіаційний удар |                           |
| 18 | Козак Олександр Валентинович        | 1 червня 1985     | Одеська область, Ізмаїльський район, Кілійська міська громада, м. Кілія                 | 8 лютого 2023    | Запорізька область, Пологівський район, Малотокмачанська сільська громада, неподалік с. Мала Токмачка     | 37 років | м. Кілія        | Солдат                        | Помічник гранатометника                                          |                                     | НГУ              | Артилерійський обстріл | (03.09.2023)              |
| 19 | Мозолєв Олексій Олексійович         | 27 березня 1995   | Одеська область, Ізмаїльський район, Кілійська міська громада, м. Кілія                 | 22 лютого 2023   | Миколаївська область, Баштанський район, Снігурівська міська громада, неподалік м. Снігурівка             | 28 років | м. Кілія        | Солдат                        | Сапер                                                            |                                     | ЗСУ              | Помер у Одеській обласній клінічній лікарні від отриманих поранень 13.02.2023 під час розміновування деокупованих територій. Осколок міни потрапив до лівого ока та пошкодив мозок | (27.08.2023)              |
| 20 | Єфименко Роман Григорович           | 30 червня 1975    | Одеська область, Ізмаїльський район, Кілійська міська громада, м. Кілія                 | 15 квітня 2023   | Донецька область, Бахмутський район, Бахмутська міська громада, неподалік м. Бахмут                       | 47 років | м. Кілія        | Старший солдат                | Інспектор прикордонної служби 2 категорії                        | Донецький прикордонний загін        | ДПСУ             | | (26.07.2023)              |
| 21 | Газізов Володимир Назіфович         | 26 вересня 1975   | Одеська область, Ізмаїльський район, Кілійська міська громада, м. Кілія                 | 4 травня 2023    | Донецька область, Бахмутський район, Бахмутська міська громада, неподалік м. Бахмут                       | 47 років | м. Кілія        | Старший солдат                | Старший стрілець                                                 | 67 ОМБр                             | ЗСУ              | |                           |
| 22 | Воробйов Роман Миколайович          | 16 лютого 1993    | Одеська область, Ізмаїльський район, Кілійська міська громада, м. Кілія                 | 18 травня 2023   | Донецька область, Покровський район, Мар'їнська міська громада, неподалік с. Новомихайлівка               | 30 років | м. Кілія        | Молодший сержант              | Старший бойовий медик                                            | ОДШБр                               | ЗСУ              | Помер у шпиталі від отриманих поранень ..[[\|]] | (19.10.2023)              |
| 23 | Астафуров Віталій Васильович        | 11 лютого 1975    | Одеська область, Ізмаїльський район, Кілійська міська громада, м. Кілія                 | травня 2023      | Донецька область, Краматорський район, Костянтинівська міська громада, с. Білокузьминівка                 | 48 років | м. Кілія        | Молодший сержант              | Механік-водій                                                    |                                     | ЗСУ              | |                           |
| 24 | Зенченко Дмитро Васильович          | 7 грудня 1979     | Одеська область, Ізмаїльський район, Кілійська міська громада, с. Ліски                 | 13 червня 2023   | Донецька область, Волноваський район, Великоновосілківська селищна громада, неподалік с. Старомайорське   | 43 роки  | с. Ліски        | Молодший сержант              | Водій                                                            | ОБрМП                               | ЗСУ              | |                           |
| 25 | Константинов Валентин Олександрович | 16 липня 1989     | Одеська область, Ізмаїльський район, Кілійська міська громада, м. Кілія                 | 17 червня 2023   | Запорізька область, Пологівський район, Малотокмачанська сільська громада, неподалік с. Мала Токмачка     | 33 роки  | м. Кілія        | Старший солдат                |                                                                  |                                     | ЗСУ              | |                           |
| 26 | Коваль Вадим Іванович               | 25 листопада 1983 | Одеська область, Ізмаїльський район, Кілійська міська громада, с. Фурманівка            | 21 червня 2023   | | 39 років | с. Фурманівка   | Солдат                        | Командир бойової машини – командир відділення                    |                                     | ЗСУ              | Мінометний обстріл |                           |
| 27 | Сергєєв Сергій Валерійович          | 9 грудня 1978     | Одеська область, Ізмаїльський район, Кілійська міська громада, м. Кілія                 | 21 червня 2023   | Донецька область, Покровський район, Мар'їнська міська громада, неподалік с. Костянтинівка                | 44 роки  | м. Кілія        | Солдат                        | Стрілець-снайпер                                                 |                                     | ЗСУ              | |                           |
| 28 | Бондаренко Олег Вікторович          | 1974              | Одеська область, Ізмаїльський район, Кілійська міська громада, с. Шевченкове            | червня 2023      | | 49 років | с. Шевченкове   | Старший лейтенант             | Командир взводу                                                  |                                     | ЗСУ              | |                           |
| 29 | Кожухар Олександр Іванович          | 5 червня 1985     | Одеська область, Ізмаїльський район, Кілійська міська громада, м. Кілія                 | 26 липня 2023    | Донецька область, Бахмутський район, Бахмутська міська громада, неподалік с. Кліщіївка                    | 38 років | м. Кілія        | Солдат                        | Стрілець-санітар                                                 | 35 ОБрМП                            | ЗСУ              | Мінометний обстріл |                           |
| 30 | Єлісєєв Леонід Леонідович           | 18 листопада 1978 | Одеська область, Ізмаїльський район, Кілійська міська громада, м. Кілія                 | 19 серпня 2023   | | 38 років | м. Кілія        | Головний корабельний старшина |                                                                  |                                     | ДПСУ             | Ймовірно, чоловік помер природною смертю |                           |
| 31 | Борщ Роман Анатолійович             | 26 червня 1992    | Одеська область, Ізмаїльський район, Кілійська міська громада, м. Кілія                 | 29 серпня 2023   | Одеська область, Ізмаїльський район, Ізмаїльська міська громада, м. Ізмаїл                                | 31 рік   | м. Кілія        | Штаб-старшина                 |                                                                  | Ізмаїльський загін морської охорони | ДПСУ             | Атака баражуючим боєприпасом Shahed 131/136 на Ізмаїльський морський торговельний порт. Помер у лікарні від отриманих поранень 23.08.2023                                          | (30.12.2023)              |
| 32 | Пастушенко Олег Вікторович          | 12 червня 1989    | Одеська область, Ізмаїльський район, Кілійська міська громада, м. Кілія                 | 20 вересня 2023  | | 34 роки  | м. Кілія        | Солдат                        |                                                                  |                                     | ЗСУ              | Помер у лікарні м. Дніпро від отриманих поранень ..[[\|]] |                           |
| 33 | Остродовський Ігор Миколайович      | 1 грудня 1984     | Одеська область, Ізмаїльський район, Кілійська міська громада                           | 25 вересня 2023  | Донецька область, Покровський район, Мар'їнська міська громада, неподалік м. Красногорівка                | 38 років | с-ще Миколаївка | Солдат                        | Навідник                                                         | 79 ОДШБр                            | ЗСУ              | Призваний 05.10.2022 року по загальній мобілізації Ізмаїльським РТЦК та СП | (20.12.2023)              |
| 34 | Соболюк Роман Валерійович           | 9 вересня 1988    | Одеська область, Ізмаїльський район, Кілійська міська громада, м. Кілія                 | 4 жовтня 2023    | Луганська область                                                                                         | 35 років | м. Кілія        | Солдат                        | Водій                                                            |                                     | ЗСУ              | | (23.02.2024)              |
| 35 | Абгаш Олег Анатолійович             | 13 січня 1991     | Одеська область, Ізмаїльський район, Кілійська міська громада, м. Кілія                 | 14 жовтня 2023   | Луганська область, Сватівський район, Красноріченська селищна громада, неподалік с. Макіївка              | 32 роки  | м. Кілія        | Старший сержант               | Інспектор прикордонної служби                                    |                                     | ДПСУ             | | (23.02.2024)              |
| 36 | Діденко Анатолій Олександрович      | 27 вересня 1993   | Одеська область, Ізмаїльський район, Кілійська міська громада, м. Кілія                 | 19 жовтня 2023   | Херсонська область, Херсонський район, Олешківська міська громада, неподалік с. Кринки                    | 30 років | м. Кілія        | Молодший сержант              | Командир відділення                                              | 14 РТБр                             | ЗСУ              | | (20.12.2023)              |
| 37 | Зонтов Олексій Сергійович           | 25 лютого 1986    | Одеська область, Ізмаїльський район, Кілійська міська громада, м. Кілія                 | 1 листопада 2023 | Донецька область, Бахмутський район, Бахмутська міська громада, неподалік м. Бахмут                       | 37 років | м. Кілія        |                               |                                                                  |                                     | ЗСУ              | Мінометний обстріл |                           |
| 38 | Юраш Олександр Володимирович        | 1977              | Одеська область, Ізмаїльський район, Кілійська міська громада, с. Трудове               | 10 січня 2024    | Луганська область, Сватівський район, Коломийчиська сільська громада, неподалік с. Райгородка             | 47 років | с. Трудове      | Солдат                        | Водій-радіотелефоніст                                            | ОТБр                                | ЗСУ              | |                           |
| 39 | Ногай Денис Олександрович           | 27 квітня 1991    | Одеська область, Ізмаїльський район, Кілійська міська громада, м. Кілія                 | 29 лютого 2024   | Донецька область, Покровський район, Очеретинська селищна громада, неподалік с. Первомайське              | 32 роки  | м. Кілія        | Солдат                        | Стрілець-помічник гранатометника                                 | 28 ОМБр                             | ЗСУ              | Мінометний обстріл |                           |
| 40 | Чумаченко Роман Іванович            | 13 квітня 1971    | Одеська область, Ізмаїльський район, Кілійська міська громада, с. Шевченкове            | 17 травня 2024   | Миколаївська область, Миколаївський район, Куцурубська сільська громада, с. Солончаки                     | 53 роки  | с. Шевченкове   |                               |                                                                  |                                     | ЗСУ              | |                           |
| 41 | Іванов Олександр Ярославович        | 6 грудня 1970     | Одеська область, Ізмаїльський район, Кілійська міська громада, м. Кілія                 | 29 червня 2024   | | 53 роки  |                 |                               | Командир стрілецького відділення                                 |                                     | ЗСУ              | Помер у лікарні м. Київ від інсульту |                           |
| 42 | Кедик Іван Васильович               | 1995              | Одеська область, Ізмаїльський район, Кілійська міська громада, м. Кілія                 | 13 серпня 2024   | Курська область                                                                                           | 29 років | м. Кілія        | Штаб-сержант                  | Командир мінометного взводу-старший офіцер на мінометній батареї |                                     | ЗСУ              | Росіяни поцілили з ПТРК в автомобіль військових |                           |
| 43 | Негоїца Володимир Петрович          | 6 жовтня 1979     | Одеська область, Ізмаїльський район, Кілійська міська громада, м. Кілія                 | 18 серпня 2024   | Донецька область                                                                                          | 44 роки  | м. Кілія        | Сержант                       | Стрілець-снайпер                                                 | 49 ОШБ                              | ЗСУ              | |                           |